# Giovanni Vincenzo Cima
Giovanni Vincenzo Cima (Verzuolo, 22 luglio 1893 – Torino, 5 luglio 1968) è stato un giornalista italiano, stenografo di fama mondiale, ideatore dell'omonimo sistema stenografico.

## Biografia
Adolescente fu assunto dalle Cartiere Burgo ove, per ragioni di lavoro, dovette imparare il sistema stenografico geometrico, di origine anglosassone, Taylor-Delpino.

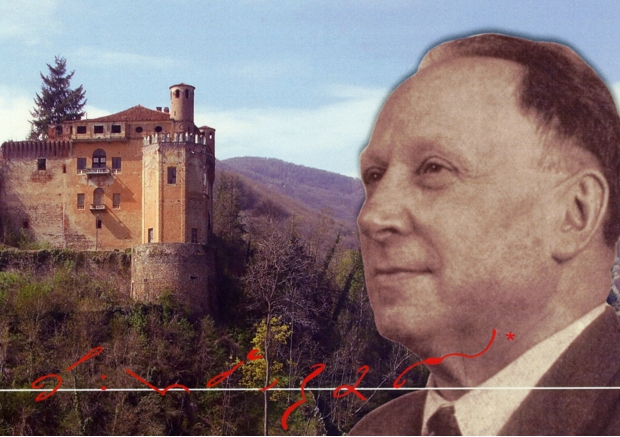
Stenografia: arte scienza e magia nella scrittura

Resosi conto dell'estrema complessità del sistema, nel 1910, grazie all'ottima padronanza della lingua italiana Giovanni Vincenzo Cima ideò un proprio sistema stenografico, completamente innovativo rispetto ai sistemi precedentemente in uso in Italia (Gabelsberger-Noë - Meschini - Marchionni - Pitman-Francini - Taylor-Delpino).
Come già aveva intuito Marco Tullio Tirone venti secoli prima, Cima ridusse ogni segno dell'alfabeto corsivo ad un solo quarto del tratto grafico completo, in tal modo, si poteva già incrementare di quattro volte la velocità di scrittura. Per mantenere la fluidità degli stenogrammi, Cima ideò che le vocali fossero rappresentate dal solo filetto d'unione, in tal modo nel suo sistema ogni sillaba è formata dalle sole consonanti (abbreviate del 75%) più un piccolo filetto che rappresenta la vocale. Inoltre Cima adottò degli accorgimenti grafici per non dover scrivere alcune vocali (ad esempio, omettendo la "i", essendo essa frequentissima nell'italiano, si guadagna velocità e scioltezza di scrittura, oppure la "u" già presente nello stenogramma della "qu", ecc.). Un'altra innovazione fu l'utilizzo di facili accorgimenti per indicare i suffissi di molte parole, in modo che, con pochi segni simbolici, una parola molto lunga sia scritta in maniera estremamente essenziale ma perfettamente comprensibile.
Nel 1912, dopo averlo sperimentato personalmente con successo, Giovanni Vincenzo Cima iniziò ad insegnare anche agli altri il suo sistema stenografico e la notorietà così acquisita, alla vigilia della prima guerra mondiale gli permise di entrare a far parte della redazione del giornale "Gazzetta del Popolo", quotidiano che lo vide protagonista come giornalista - stenografo per molti decenni.
Nel 1913 Giovanni Vincenzo Cima fondò l'Unione Stenografica Italiana (U.S.I.) e pubblicò il periodico "Corriere Stenografico", per riportare gli avvenimenti del panorama stenografico. Nel numero di ottobre del 1937, il Corriere Stenografico uscì straordinariamente con il titolo "numero speciale della vittoria", essendovi inserito il testo del "regio decreto" con il quale si aveva il riconoscimento ufficiale del sistema Cima che da quell'anno fu ammesso al pubblico insegnamento nelle scuole italiane.
Tra i numerosi riconoscimenti personali, Giovanni Vincenzo Cima ottenne la medaglia d'oro per benemerenze nel campo della cultura. Mentre, per quanto riguarda il suo sistema, il successo didattico fu comprovato dai risultati dei "corsi paralleli" ordinati dal Ministero competente, tenutisi nel biennio 1937-1939 in varie classi e città d'Italia, risultati che videro il Sistema Cima al primo posto, rispetto alle altre due Scuole stenografiche competitive. Ai successi didattici seguirono quelli agonistici: Ubaldo Silvestri che in una gara di velocità oratoria tenutasi a Torino nella primavera del 1927 scrisse in media 184 parole al minuto; Fiorenza Prela che, nel 1940 fu dichiarata vincitrice nelle gare nazionali; Fausto Frittitta a Bayreuth Franco Guerrini a Budapest e Riccardo Bruni a Istanbul vinsero le competizioni internazionali.
Ancora in piena attività, il 24 giugno 1968 Giovanni Vincenzo Cima, dopo aver avuto uno scambio epistolare di auguri con il prof. Luciano De Simone di Pesaro, partì in auto per partecipare alle celebrazioni di San Giovanni Battista, Santo patrono di Torino, ma ebbe un grave incidente stradale frontale lungo la via conducente al comune di Testona e perì il 5 luglio successivo.
Il suo sistema stenografico è oggi ancora praticato dagli stenografi parlamentari della Camera dei deputati, unitamente ai sistemi Gabelsberger-Noë e Meschini. Nelle scuole pubbliche italiane insieme ai suddetti tre sistemi stenografici si insegnò anche il sistema Stenital Mosciaro; e in passato anche il Pitman-Francini.
Nel 1993 Maria Teresa Pogliano, durante le manifestazioni in commemorazione del centenario della nascita di Giovanni Vincenzo Cima, vinse il titolo italiano di "ortostenocalligrafia", essendo stata considerata la migliore esecutrice delle regole del sistema. Nel 1994 Sergio Sapetti e Riccardo Bruni, per la prima volta in Italia, inserirono l'insegnamento della stenografia Cima al TEKNOTRE, politecnico della terza età di Torino, per dimostrarne la propedeuticità a favore della memoria e dell'elasticità mentale a qualsiasi età.
Nel 1994 Riccardo Bruni, proclamato il 15 luglio 1993 campione mondiale di stenografia, con il sistema Cima, contribuì ad introdurre il sistema in Polonia. Attualmente il sistema Cima, che è completamente fonetico, quindi adattabile a qualsiasi lingua, oltre che in italiano e polacco è utilizzato anche in: inglese, francese, tedesco, portoghese, spagnolo, tigrino.
Il sistema Cima in Italia è  il primo (e per il momento l'unico) sistema stenografico ad essere stato oggetto di studi per pervenire alla decodificazione automatica dei segni su computer (studi eseguiti dal dott. Ferdinando Fabi, ex stenografo parlamentare della Camera dei deputati).